# Championnat de Hongrie de football 1913-1914
Navigation
Saison précédente Saison suivante
La saison 1913-1914 du Championnat de Hongrie de football est la 13e édition du championnat de première division en Hongrie, la Nemzeti Bajnokság. Les dix meilleurs clubs de Budapest sont regroupés au sein d'une poule unique où ils se rencontrent deux fois au cours de la saison, à domicile et à l'extérieur. En fin de saison, pour permettre le passage du championnat à 12 clubs, le dernier du classement est relégué et remplacé par les 3 meilleurs clubs de II. Osztályú Bajnokság, la deuxième division hongroise.
C'est le MTK Budapest qui termine invaincu en tête du classement final du championnat, avec six points d'avance sur le quintuple tenant du titre, le Ferencváros TC et dix sur le Törekvés SE. C'est le 3e titre de champion de Hongrie de l'histoire du club, qui réussit même le doublé en s'imposant en finale de la Coupe de Hongrie face au Magyar AC.
À cause de la Première Guerre mondiale, le championnat est arrêté et ne reprend qu'en 1916.

## Les clubs participants
| - III. Kerületi TVE - Promu de II. Osztályú Bajnokság - Budapest TC - Ferencváros TC - Nemzeti SC - 33 FC - MTK Budapest - Magyar AC - Ujpest TE - Budapest AK - Törekvés SE |

## Compétition

### Classement
Le barème utilisé pour établir le classement est le suivant :
- Victoire : 2 points
- Match nul : 1 point
- Défaite, forfait ou abandon : 0 point

| Rang | Équipe                | Pts | J  | G  | N | P  | Bp | Bc | Diff |
| ---- | --------------------- | --- | -- | -- | - | -- | -- | -- | ---- |
| 1    | MTK Budapest (C)      | 33  | 18 | 15 | 3 | 0  | 56 | 12 | +44  |
| 2    | Ferencváros TC (T)    | 27  | 18 | 13 | 1 | 4  | 61 | 28 | +33  |
| 3    | Törekvés SE           | 23  | 18 | 9  | 5 | 4  | 41 | 24 | +17  |
| 4    | Budapest TC           | 22  | 18 | 9  | 4 | 5  | 45 | 19 | +26  |
| 5    | Magyar AC             | 18  | 18 | 7  | 4 | 7  | 27 | 38 | -11  |
| 6    | 33 FC                 | 15  | 18 | 6  | 3 | 9  | 15 | 36 | -21  |
| 7    | Ujpest TE             | 12  | 18 | 4  | 4 | 10 | 28 | 52 | -24  |
| 8    | Budapest AK           | 11  | 18 | 5  | 1 | 12 | 19 | 32 | -13  |
| 9    | III. Kerületi TVE (P) | 10  | 18 | 3  | 4 | 11 | 22 | 37 | -15  |
| 10   | Nemzeti SC            | 9   | 18 | 3  | 3 | 12 | 17 | 53 | -36  |

|  | Vainqueur du championnat de Hongrie 1913-1914                                                    |
|  | Relégation directe en deuxième division                                                          |
|  | (T) Tenant du titre (C) : Vainqueur de la Coupe de Hongrie (P) : Promu de II. Osztályú Bajnokság |

## Bilan de la saison
| Championnat de Hongrie de football 1913-1914 |                         |
| Champion                                     | MTK Budapest (3e titre) |
| Coupes et trophées                           |                         |
| Vainqueur de la Coupe de Hongrie 1913-1914   | MTK Budapest            |
| Promotions et relégations                    |                         |
| Promus en Nemzeti Bajnokság                  | Kispest AC              |
| Promus en Nemzeti Bajnokság                  | Fov TK                  |
| Promus en Nemzeti Bajnokság                  | Vasas SC                |
| Relégués en II. Osztályú Bajnokság           | Nemzeti SC              |